# Sirolo
Sirolo är en ort och kommun i provinsen Ancona i regionen Marche i Italien. Kommunen hade 4 063 invånare (2018).